# Немија Кенатале
Немија Кенатале (енгл. Nemia Kenatale; 21. јануар 1986) професионални је фиџијански рагбиста и репрезентативац, који тренутно игра за румунског суперлигаша Фарул Констанца. За репрезентацију Фиџија дебитовао је 5. јула 2008. против Тонге. Сезону 2012-2013 провео је на Новом Зеланду, играјући за Саутленд у ИТМ Купу. Био је део репрезентације Фиџија на светском првенству 2011.